# Сотер
Папа свети Сотер, понякога наричан Папата на милосърдието, е папа от 166 до 174 г. (Ватикана посочва 162 или 168 до 170 или 177).
Той заявява, че бракът е валиден само като тайнство, благословено от свещеник.
Той е роден във Фонди, Италия и починал, според традицията, като мъченик. Погребан е в гробището на Каликст в Рим. Неговият празник е 22 април.
Сотер очевидно открива Великден като ежегоден фестивал в Рим. Неговото име произлиза от гръцката дума soter (sō tēr) същ. [< Gr. sōtēria, избавление < sōtēr, избавител].